# 白山中宮温泉スキー場
白山中宮温泉スキー場（はくさんちゅうぐうおんせんスキーじょう）は、かつて石川県白山市で営業していたスキー場である。主に上級者向けのコースがそろっていた。

## 概要
1984年冬シーズンにオープンし、新中宮温泉が隣接する。
ナイター設備が充実しており、石川県内のスキー場では唯一、毎週土曜日はオールナイト営業を行っていた。
利用者数減少と白山市の行財政改革に伴い2008年シーズンより休業しており、2023年1月現在、スノーエリアマネジメント白山(SAM白山)や白山市が休止から廃止にすることを検討している。
その後2023年12月に、白山市が民間による新たな活用を検討するため、民有地となっている近隣の白山瀬女高原スキー場と合わせて110haの敷地の取得を目指していることを発表した。

## コース
上級者向けのコースが中心となっている。入口付近はかなり傾斜が強いので、初心者はリフトで中腹にあるファミリーゲレンデまで上がる必要がある（下り乗車可）。
- ファミリーゲレンデ
- ロマンスコース
- 鈴原高原コース
- ダイナミックコース

## 施設
- レストハウス
- ショップ
- レンタルショップ
- 中宮プロスクール
- 新中宮温泉センター
- 託児所
- ソリ専用コース
- 駐車場（1,100台、無料）

## アクセス
- バス：白山市のコミュニティバス「めぐーる」の「尾口ルート」の白山中宮バス停下車すぐ。以前は金沢駅前からはスキーシーズンに北陸鉄道運行の直行バスが運行されていたが運行を取り止めた。
- 車：北陸自動車道小松ICから国道360号経由で約50分。